# Inhułeć (obwód chersoński)
Inhułeć (ukr. Інгулець) – wieś na południu Ukrainy, w obwodzie chersońskim, w rejonie biłozerskim. Położony na lewym brzegu rzeki Ingulec. 2 047 mieszkańców.

## Historia
Miejscowość założona w 1880 roku.
Podczas okupacji hitlerowskiej, pod koniec 1941 roku Niemcy utworzyli getto dla żydowskich mieszkańców. Przebywało w nim około 1500 osób. 11 czerwca 1941 roku Niemcy zlikwidowali getto, a Żydów zamordowali. 